# Los mendigos

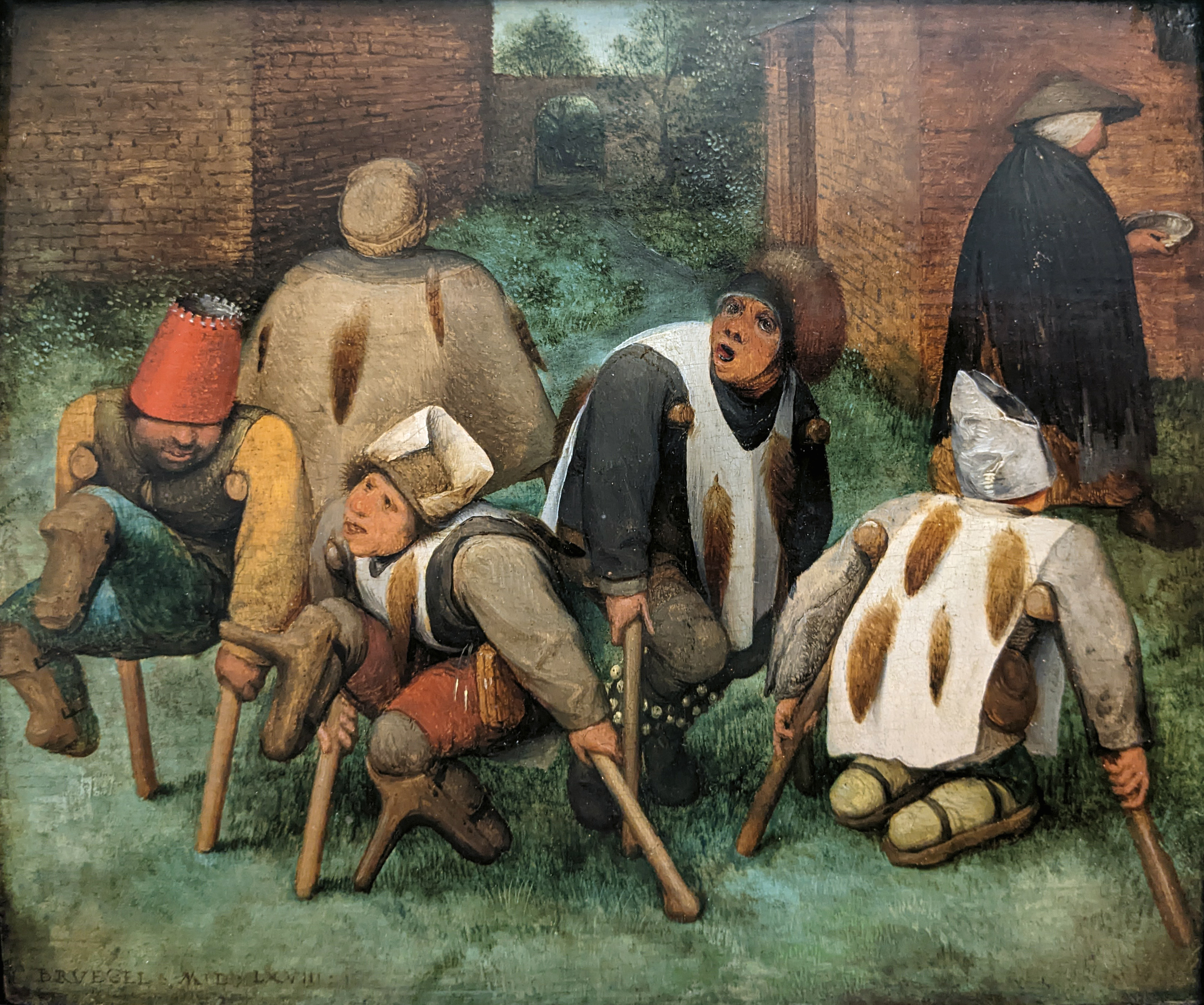
Los mendigos, Pieter Brueghel el Viejo, 1568.

Los mendigos o Los lisiados es una pintura al óleo sobre tabla del artista holandés del Renacimiento Pieter Brueghel el Viejo, pintado en 1568. Se conserva en el Museo del Louvre de París.

## Historia
Este trabajo es la única pintura de Bruegel en el Louvre, recibida como regalo en 1892.
Se han hecho intentos por interpretar el cuadro con cinco mendigos lisiados y una mujer pasando detrás como una alusión a un acontecimiento histórico: las colas de tejón, o colas de zorro, en su ropa podrían referirse a los Gueux, un partido rebelde formado contra el gobierno de Felipe II de España y Granvela; pero estos también aparecen en la obra de Bruegel El combate entre don Carnal y doña Cuaresma  conservado en Viena, datada en 1559. Aun así, los mendigos no son mendigos comunes, ya que llevan sombreros de carnaval representando las varias clases sociales: una corona de papel (el rey), un birrete shako (el soldado), una boina (el burgués), una gorra (el campesino), y una mitra (el obispo). El trabajo claramente tiene un significado satírico, aunque de difícil interpretación. Quizás las imperfecciones físicas simbolicen la decrepitud moral, que puede afectar a todos los hombres independientemente de su clase.
Por detrás de la pintura hay dos inscripciones que parecen datar del mismo siglo XVI. Una está en flamenco, y en muy mal estado; la otra en latín testimonia la admiración que algún humanista sentía por Brueghel, cuyo arte según él supera la Naturaleza.
La pintura data de finales de la carrera de Bruegel, cuando muestra un interés más entusiasta en el mundo natural. Aunque minúsculo, el paisaje visto a través de la abertura en el muro está bañado en una delicada luz que hierve a fuego lento como el rocío entre el follaje.

## Descripción
Por detrás de la pintura aparece escrito:
Lo que le falta a la naturaleza, carece de nuestro arte,
tan grande fue la gracia otorgada a nuestro pintor.
Aquí la naturaleza, expresada en formas pintadas, se asombra
al ver a través de estos tullidos que Bruegel es su igual.

## Análisis
Los ojos modernos pueden inducir a concluir que Bruegel pretendía invocar la compasión hacia estas figuras lisiadas, pero desde una perspectiva histórica esto es poco probable. Los europeos de la época de Bruegel tenían poca consideración hacia los mendigos, y la pintura da a entender que Bruegel compartía esta denigración: las figuras se encuentran fuera de los muros de la ciudad y posando de forma que provoquen desprecio y diversión. Las colas de zorro sobre algunas de las figuras eran un objeto en la época para ridiculizar en la caricatura política y en la vida real. La mujer de detrás de ellos lleva un cuenco vacío y parece que está ignorando a los mendigos.